# Bombolla de sabó

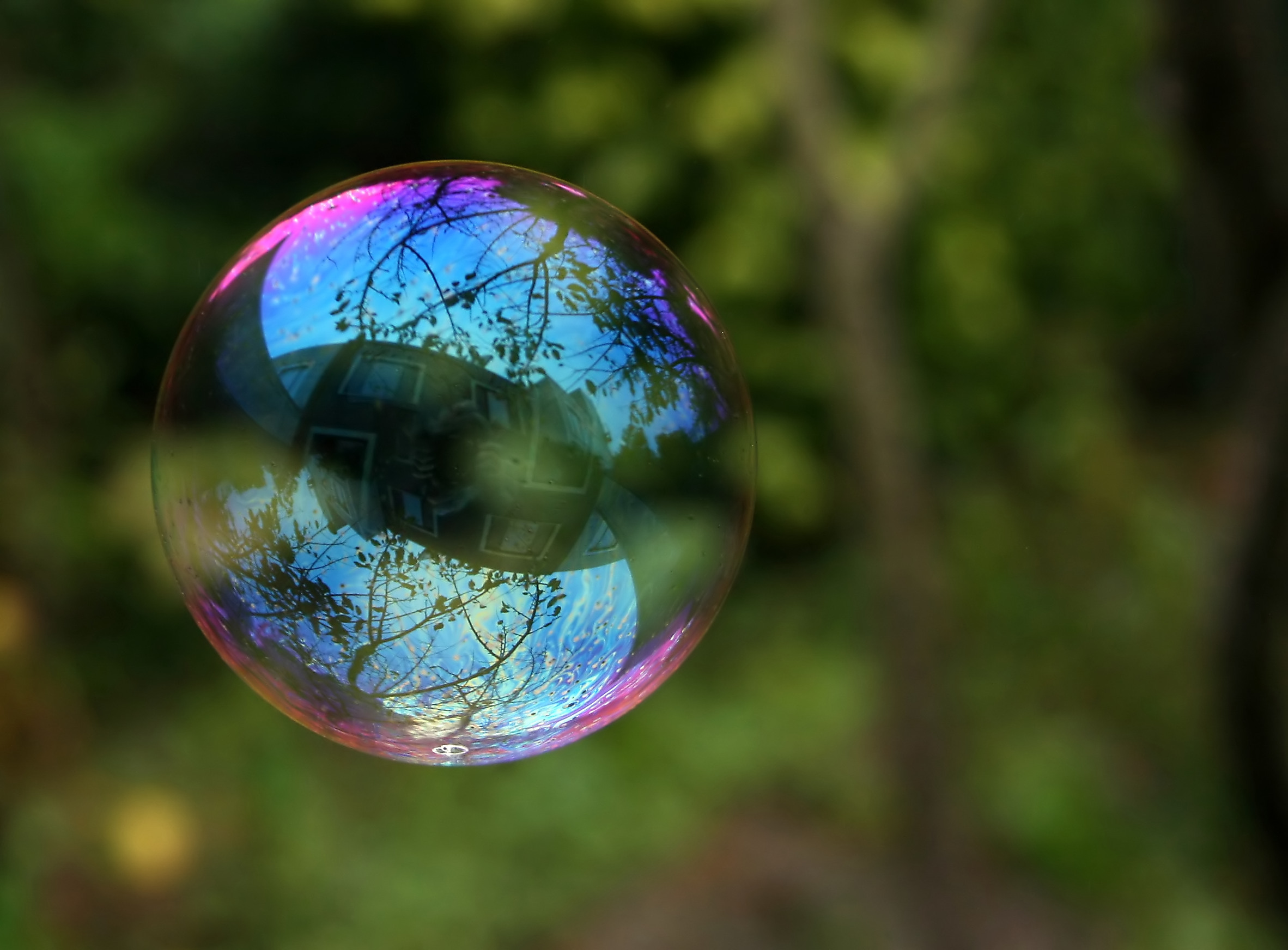
Una bombolla de sabó.

Una bombolla de sabó és una pel·lícula molt fina d'aigua sabonosa que forma una esfera plena d'aire, i exhibeix una superfície iridescent. Normalment les bombolles de sabó duren només uns segons i després esclaten per si soles o per contacte amb un altre objecte. La «pell» de la bombolla consisteix en una fina capa d'aigua atrapada entre dues capes de molècules tensioactives, sovint sabó. Aquests tensioactius tenen caps hidròfiles i cues hidròfobes. Els caps hidròfiles són atretes per la capa fina d'aigua i mantenen intacta a la bombolla. Quan s'agiten les cues hidròfobes, la bombolla esclata.
El fenomen de la bombolla maca, iritzada que creix i creix i sedueix per la seva bellesa, fins que esclata en ensenyar el seu buit va inspirar la metàfora de la bombolla econòmica, com per exemple la bombolla immobiliària a Espanya que “rebentà” l'any 2006.

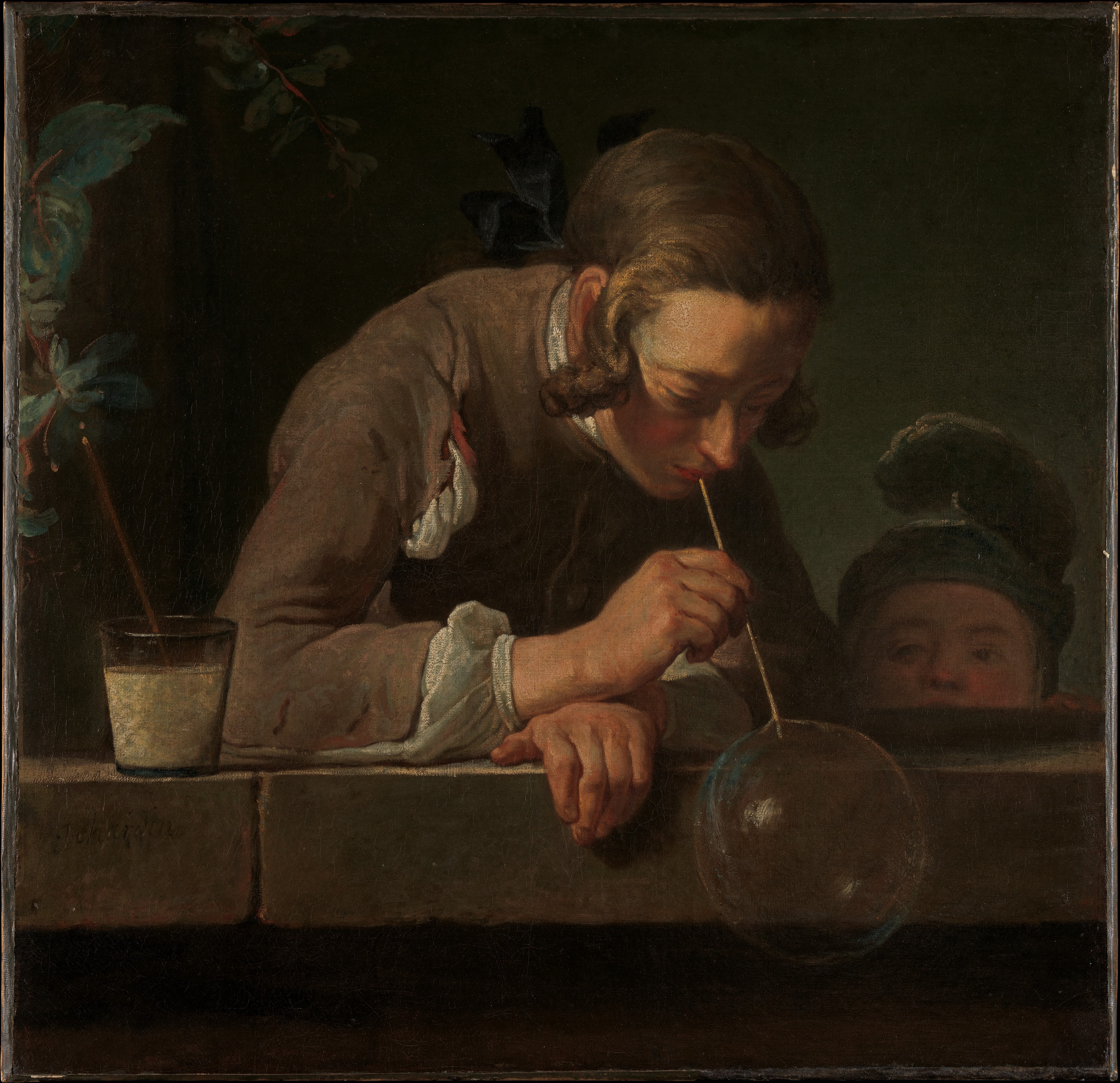
Bombolla de sabó per Jean Siméon Chardin, Metropolitan Museum of Art

## Bombolles de sabó a l'art
- La bombolla de sabó (2005), d'Elena Bigas i Mayans,[2] il·lustrat per Francesc Infante[3]
- Des de l'any 1983, l'artista Pep Bou desenvolupa espectacles amb bombolles de sabó gegants.[4]
- «Bombolla de Sabó», poema de Lola Casas i Peña